# Університет кардинала Стефана Вишинського
Університет кардинала Стефана Вишинського (пол. Uniwersytet Kardynała Stefana Wyszyńskiego, лат. Universitas Cardinalis Stephani Wyszyński) — вищий державний навчальний заклад. Розташований у Варшаві (Польща).
Названий на честь Примаса Польщі кардинала Стефана Вишинського.

## Історія
У 1954 році факультет теології Католицького університету Варшави і факультет теології Ягеллонського університету були ліквідовані і об'єднані в Академію католицького богослов'я (АКБ), а факультет євангельської теології Варшавського університету став основою для створення багатоконфесійної християнської духовної академії у Варшаві.
На основі Академії католицького богослов'я у Варшаві в 1999 році і був створений Університет кардинала С. Вишинського.

## Доктораhonoris causaуніверситету
- Юзеф Бохенський
- Юзеф Глемп
- Зенон Грохолевський
- Генрик Миколай Гурецький
- Карл Леманн
- Франтішек Махарський
- Роже Луї Шюц-Марсош
- Йозеф Томко та ін.